# Бананадин
Бананадин е несъществуващо психоактивно вещество, което би следвало да се намира в банановите кори. За първи път рецептата за извличането му от банановите кори се появява в американския вестник Berkeley Barb през март 1967 година. Митът става още по-популярен, когато писателят Уилям Пауъл, вярвайки, че бананадинът съществува, го описва в The Anarchist Cookbook под името Musa sapientum Bananadine. Оригиналната градска легенда е създадена с цел поставяне на проблема за преследването на продукцията на психоактивни вещества и хората, които ги използват, както и поставянето на въпроса – какво би било, ако бананите наистина съдържаха психоактивни вещества и дали правителството би ги преследвало?
Учени от Нюйоркския университет установяват, че банaновите кори не съдържат интоксикиращи химикали и пушенето им предизвиква единствено плацебо ефект.